# Spiochaetopterus patagonicus
Spiochaetopterus patagonicus är en ringmaskart som beskrevs av Johan Gustaf Hjalmar Kinberg 1866. Spiochaetopterus patagonicus ingår i släktet Spiochaetopterus och familjen Chaetopteridae. Inga underarter finns listade i Catalogue of Life.